# Bruno Bandulet

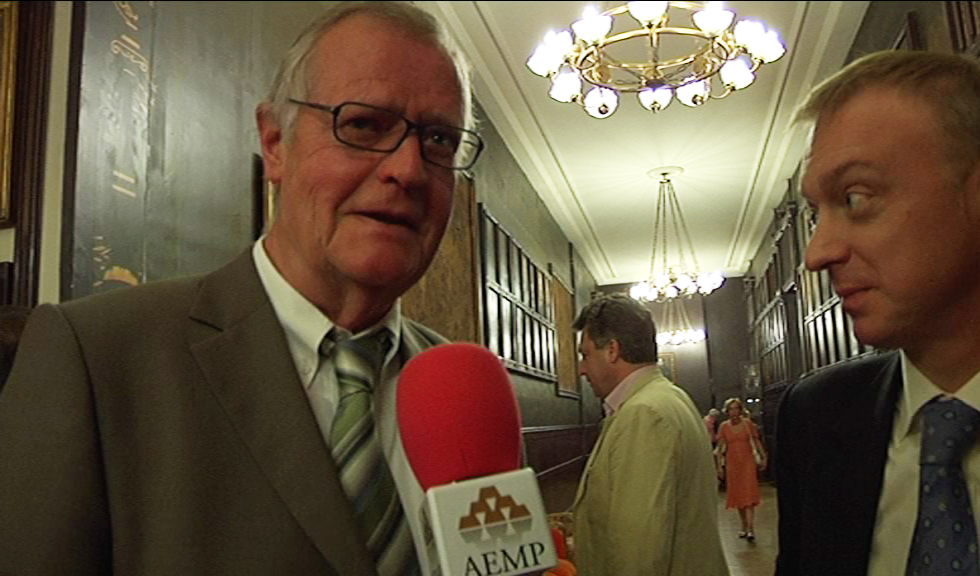
Bruno Bandulet und Philip Klapwijk GFMS President by AEMP, 2009

Bruno Bandulet (* 1942 in Bad Kissingen)  ist ein deutscher Journalist, Verleger und Autor. Er ist Kolumnist der rechtspopulistischen Wochenzeitung Junge Freiheit und publiziert als Buchautor seit 2007 im Kopp-Verlag.

## Leben und Wirken
Bandulet absolvierte ein Studium der Geschichte, Hispanistik, Politischen Wissenschaft und Volkswirtschaft in Würzburg, Berlin und Madrid. 1970 wurde er bei Friedrich August von der Heydte an der Philosophischen Fakultät der Julius-Maximilians-Universität Würzburg mit der Dissertation Die Bundesrepublik Deutschland zwischen den USA, der Sowjetunion und Frankreich. Alternativen der deutschen Außenpolitik von 1952 bis 1963 zum Dr. phil. promoviert.
Er wurde 1969 Referent für Ost- und Vertriebenenpolitik der CSU-Landesleitung und schrieb für den Bayernkurier. Er war Chef vom Dienst der Tageszeitung Die Welt und ab 1975 Mitglied der Chefredaktion der Illustrierten Quick.
Von 1979 bis 2013 war er Herausgeber von Gold & Money Intelligence (G&M), einem deutschsprachigen Börsenbrief. Bandulet ist Inhaber der Bandulet Verlag GmbH in Bad Kissingen. Er veranstaltet Finanzseminare und hält Vorträge im In- und Ausland.
Parteipolitisch war er im Bund Freier Bürger (BFB, im Jahr 2000 aufgelöst) engagiert, einer deutschen Kleinpartei, die gegen den Vertrag von Maastricht und die damals bevorstehende Einführung des Euros gegründet wurde und als Vorläuferin der AfD gilt. Bandulet gibt seit 1995 den politischen DeutschlandBrief heraus, die Nachfolgepublikation der Zeitschrift D.M. – Demokratie und Marktwirtschaft, die bis Ende 1994 als Parteiorgan des BFB fungierte und seit 2009 in dem Magazin eigentümlich frei integriert ist. Er gilt als ein dezidierter Eurokritiker und unterstützt die AfD. Er war 2017 Gründungsvorsitzender der AfD-nahen Stiftung Immanuel Kant e. V. (nicht zu verwechseln mit der Kant-Stiftung).
Bandulet ist Kolumnist der Wochenzeitung Junge Freiheit sowie der Zeitschrift eigentümlich frei. Für die nationalkonservative Zeitschrift Schweizerzeit schrieb er Artikel, gab Interviews und hielt in diesem Kontext Vorträge. Die ersten beiden Zeitungen werden zur Neuen Rechten gerechnet, die Schweizerzeit weist Verbindungen zu ihr auf.
Als Buchautor wechselte er 2007 vom Langen Müller Verlag zum Kopp Verlag. In dem dort 2016 veröffentlichten Buch Beuteland behauptet er, dass die „ruinöse Masseneinwanderung unter der Flagge des Multikulturalismus“ das Produkt einer „offenen Verschwörung der Eliten“ sei. Bandulet sieht bei den Vereinten Nationen und der EU „Drahtzieher“, die den „Nationalstaat aushöhlen“ würden.
Im Jahre 2014 wurde ihm in München die Roland-Baader-Auszeichnung, gestiftet vom Institut für Austrian Asset Management, verliehen. Am 25. November 2017 erhielt er in Berlin den Gerhard-Löwenthal-Preis für sein Lebenswerk. Der Preis wird von der Förderstiftung Konservative Bildung und Forschung in Zusammenarbeit mit der Jungen Freiheit vergeben.

## Schriften (Auswahl)
- Schnee für Afrika. Das Milliardengeschäft mit der Entwicklungshilfe. 2. Auflage. Herbig, München 1979, ISBN 3-7766-0906-0.
- Die Rückseite des Wunders. Deutschland und seine Tabus. Universitas, München 1990, ISBN 3-8004-1218-7.
- Das Maastricht-Dossier. Deutschland auf dem Weg in die dritte Währungsreform. Langen Müller/Herbig, München 1993, ISBN 3-7844-7182-X.
- Tatort Brüssel. Langen Müller/Herbig, München 1999, ISBN 3-7844-7399-7.
- Als Deutschland Großmacht war. Ein Bericht über das Kaiserreich, seine Feinde und die Entfesselung des Ersten Weltkrieges. Kopp Verlag, Rottenburg 2014, ISBN 978-3-86445-104-1.
- mit Peter Boehringer, Marc Faber, Thorsten Schulte, Dimitri Speck (Hrsg.): Insiderwissen. Gold. Fünf Experten beantworten die wichtigsten Fragen zum deutschen Staatsgold und zur dreisten Goldpreis-Manipulation. Kopp Verlag, Rottenburg 2015, ISBN 978-3-86445-170-6.
- Beuteland. Die systematische Plünderung Deutschlands seit 1945. Kopp Verlag, Rottenburg 2016, ISBN 978-3-86445-307-6.